# خميس والبقري: يستحقان إعادة المحاكمة

خميس والبقري: يستحقان إعادة المحاكمة (عثمان طه سعد) 1993

خميس والبقري: يستحقان إعادة المحاكمة كتاب للمؤلف عثمان طه سعد صدر عام 1993 ويروي الكتاب أحداث اضطرابات حدثت من عمال النسيج في كفر الدوار في 12 أغسطس 1952 وصدور أحكام بالإعدام على محمد مصطفى خميس ومحمد عبد الرحمن البقري.

## تنويه
بدأ المؤلف عثمان طه سعد كتابه بتنويه قائلاً:
"أثيرت في الفترة الأخيرة قضية أحداث كفر الدوار في 1952، والتي انتهت بإعدام الشهيدين مصطفى خميس ومحمد البقري وصدور الأحكام القاسية على عمال النسيج الميكانيكي في كفر الدوار والإسكندرية. وارتفعت أصوات شريفة تطالب بإعادة المحاكمة في تلك الأحداث وإني إذ أقدم اليوم الدراسة التي كنت قد أعددتها عام 1988، فأني أرجو أن تكون مساهمة متواضعة في إلقاء الضوء على تلك الأحداث، وأملي أن يتحول الكلام إلى عمل يؤدي في النهاية إلى إعادة المحاكمة وتبرئة وإعادة الاعتبار إلى من أضيروا ظلما من الأحكام سواء بالإعدام أو الأشغال الشاقة أو السجن أو الغرامة ولابد من أن أنوه هنا أيضا إلى أن ما أقدمه ليس إلا سطوراً بينما كتب عن تلك الأحداث الكثير سواء من المؤرخين العماليين أو الصحفيين الوطنيين أو من الضباط الأحرار في مذكراتهم وتصريحاتهم الصحفية وكلها تؤكد براءة عمال كفر الدوار وخاصة الشهيدين مصطفى خميس ومحمد البقري من تهم القتل والتخريب مع الإشارة بأصابع الاتهام في تدبير تلك الجرائم إلى اللإقطاعيين وكبار الرأسماليين الذين كان من مصلحتهم القضاء على الثورة الوليدة وأنوه أيضا إلى أن ما أقدمه هنا ليس إلا ناقوسا أدقه لتحريك القضية وأنا على ثقة بأن ما سيكشف عنه من المعلومات وحقائق ووثائق سوف تكون أكثر عشرات المرات من كل ما كتب أو قيل، وعندئذ سوف تكون إعادة المحاكمة
ليست مطلب الطبقة العاملة المصرية وحدها وإنما سيصبح مطلب جميع الكادحين في مصر الذين كان عمال كفر الدوار رمز لهم، بل مطلب كل أنصار حقوق الإنسان في العالم العربي والخارجي.
أبريل 1993 - طه سعد عثمان - شبرا الخيمة 

## مقدمة الكتاب
تلى التنويه مقدمة تحت عنوان «شيكاغو مصر وإعدام خميس والبقري» جاء فيها:
«منذ حريق القاهرة في 27 يناير 1952 وحتى انتصاف العام، وكان الجو العام في مصر قد وصل إلى حد البالونة في أقصى انتفاخها، والتي تنتظر شكة الدبوس لكي تنفجر وهكذا كانت الأرض ممهدة تماما للنجاح الذي حققته مجموعة الضباط المصريين في حركتهم التي قاموا بها في يوليه 1952، والتي رأى فيها الشعب المصري تعبيراً عن بداية تحقيق ما كان يجيش في صدره من عشرات السنين فأحاطها بتأييد كفل لها ما حققت من نجاحات منذ بداية تحركها رغم أن الضباط الذين قاموا بالحركة وبعد أيامها الأولى لم يكونوا يعرفون الخطة التي سيسيرون عليها كما قال اللواء محمد نجيب أول رئيس لجمهورية مصر بعد طرد الملك وإلغاء الملكية، وبذلك جنى قادة حركة الجيش ثمار كفاح القوى الوطنية وعلى الأخص في الأربعينيات وبداية الخمسينيات، وليس صدفة أن اسم» حركة الجيش«ظل يطلق من الضباط الأحرار ومن الشعب على العملية التي قامت ورمزها محمد نجيب ولم يطلق عليها اسم ثورة يوليو إلا بعد فترة. وبعد عشرين يوما فقط على قيام حركة الجيش وقعت أحداث كفر الدوار في 11 أغسطس 1952 والتي انتهت بإعدام العاملين الشهيدين» خميس والبقري«، رغم مرور ستة وثلاثين عاما على تلك الأحداث إلا أنها مازالت حية في وجداني واعتقد أنها كذلك في وجدان جميع المكافحين الذين عاصروها من أبناء الطبقة العاملة المصرية، مما دفعني إلى كتابة هذه السطور معتمدا فقط على ماله من تأييد مكتوب كوثيقة تاركاً ما سمعته من زملائي الذي عايشوا الأحداث وحضروا المحاكمة وهم كثير، رغم ثقتي في كل حرف قالوه. ومن الثابت أن العمال لم يقوموا بمظاهرتهم في مواجهة حركة الجيش وضدها بل على العكس من ذلك فقد أجمع الشهود في القضية حتى شهود الإثبات على أن الهتاف الرئيسي في كل المظاهرات كان بحياة محمد نجيب باعتباره قائد وزعيم حركة الجيش بل إن عبد المنعم أمين رئيس المجلس العسكري الذي حاكم العمال قد قال بأن:» ما حدث في كفر الدوار لم يكن موجها للثورة بالذات (الوفد 4 يوليو 1988) كما كانت للعمال مطالب أثبتوها في المنشورات التي وزعوها ثم قاموا بكتابتها على السبورات في مواقع العمل وذلك خلافا لما أشاعه أعداء الطبقة العاملة من أنه لم تكن للعمال مطالب تبرر المظاهرات، وإذا علمنا أن الطبقة العاملة المصرية قد تعرضت في فترة إعلان الأحكام العرفية بعد حريق القاهرة إلى زيادة قاسية في موجة الإرهاب والضغط، وعلمنا أن قيام حركة الجيش وما أعلنه قادتها من أنهم جاءوا لنصرة العامل والفلاح الفقير لإدراكنا المناخ الذي دفع العمال إلى التقدم بمطالبهم إلى الحكام العادلين الجدد. وتأييدا لتلك المطالب ففي يوم 11 أغسطس 1952 وقبل أحداث كفر الدوار بيومين فقط تلقت وزارة الشؤون الاجتماعية أكثر من ثمانين برقية من مختلف طوائف العمال يبسطون فيها الخلافات القائمة بينهم وبين أصحاب الأعمال حول علاوة الغلاء الدورية وبعض الحقوق الأخرى.
...........
يقول المؤرخ العمالي المدقق أمين عز: «وجدت المخابرات الأمريكية وعملاؤها في أحداث كفر الدوار فرصتهم لكي يضاعفوا الترويج لما كانوا يروجونه عن الخطر الشيوعي في مصر، وراحوا يقنعون نفراً من قادة حركة الجيش والتقط هذا الخيط القائم مقام عبد المنعم أمين، أحد الضباط الطارئين على حركة الجيش والذي ينضم إلى الضباط الأحرار إلا يوم 22 يوليه 1952، في أعقاب أحداث كفر الدوار، وقد عرف عن عبد المنعم أمين في تلك الفترة ثراؤه النسبي، واتصالاته الاجتماعية بالسفارة الأمريكية، واقتناعه الشديد بما تروجه الدوائر الأمريكية في مصر عن الخطر الشيوعي وضرورة التصدي له بكل الوسائل».
وإذا كان عبد المنعم أمين قد قال عندما سئل عما قيل من أنه قد حكم على خميس والبقري بالإعدام لاتصاله بالأمريكان قال بأن «هذه المحاكمة كانت في بداية الثورة قبل أن تتوطد علاقتي بالأمريكان» (الوفد 31 أغسطس 1988) إلا أن بيته كان المحل المختار للقاءات الاجتماعية التي رتبها بانتظام ليجمع فيها بين السفير الأمريكي «جيفرسون كافري» وبين قادة الجيش للتمهيد للمفاوضات مع بريطانيا المعروفة بمفاوضات الجلاء (أمين عز الدين - روز اليوسف). ويشير اللواء محمد نجيب قائد الحركة إلى هذه اللقاءات فيقول إنه بعد أيام من طرد فاروق يوم 26 يوليه 1952، لبيت دعوة إلى منزل البكباشي عبد المنعم أمين، وهو منزل أنيق يطل على النيل عند كوبري عباس بالجيزة، وكان حاضراً معنا جيفرسون كافري وأربعة من رجال السفارة علمت فيها بعد أن اثنين منهم من رجال المخابرات المركزية الأمريكية، وكان معي جمال عبد الناصر وزكريا محيي الدين ومحمد رياض قائد الحرس. وتكررت الدعوة مرة أخرى في نفس المنزل بعد أسبوع واحد وكان جيفرسون كافري واضحا في حديثه.. قال إن حكومته تخشى تسلل الشيوعية إلى مصر وترى ضرورة وجود أجهزة أمن قوية لحماية شعبها وعرض معاونة أجهزة المخابرات المركزية لها في هذا الأمر كما تحدث عن ضرورة ارتباطنا باحلاف العالم الحر، وهكذا يتأكد دور المخابرات المركزية الأمريكية في الأحداث بالتقارير التي أحاطت قادة حركة الجيش عن شيوعية مصطفى خميس، وشيوعية قادة العمال في كفر الدوار والتخويف من تحركات العمال في مناطق التجمعات العمالية في شبرا الخيمة والمحلة الكبرى وتنفيذا لهذا المخطط كان اشاعوه من عداء عمال المحلة الكبرى وأهاليها لحركة الجيش الأمر الذي دعا أهالي المحلة إلى إرسال برقيات للصحف يعلنون فيها استنكارهم للشائعات المغرضة الدنيئة وتأييدهم المطلق لحركة الجيش (ملحق رقم 1) وبذلك فشلت أول محاولة لإيجاد الصدام بين حركة الجيش وعمال المحلة الكبرى الذين كانت لهم صدامات دموية مع الجيش والبوليس في عهد الملكية والرجعية، مما كان يوحي للمدبرين بإمكانية نجاحهم في أحداث التصادم في المحلة الكبرى بالذات. وبعد فشل المحاولة الأولى انتقلوا إلى منطقة شبرا الخيمة المعروفة بسرعة ودقة تحركاتها العمالية وسابق صداماتها أيضًا مع الجيش والبوليس في العهد البائد أثناء إضرابات واعتصامات العمال حيث كان عمالها وخاصة عمال النسيج يتمتعون بدرجة عالية من الوعي. وكان أمل محاولي خلق الصدام لتحقيق نفس الهدف كبيراً وهو إخافة قيادة حركة الجيش وضرب حركة العمال الكفاحية.
...........
قبل أحداث كفر الدوار بيومين اثنين قام البوليس السياسي بمسرحية مطاردة في النيل قبض فيها على كل من علي عثمان عبد المطلب؛ ومحمد إبراهيم الهواري بدعوى توزيعهم منشورات تدعو إلى الشغب وإحداث الفوضى، وكان الأخير معروفا لغالبية العمال المكافحين بالمنطقة بأنه يعمل مرشداً للبوليس السياسي منذ سنوات ولما أيقن البوليس أن المهزلة قد كشفت، هاجم قهوة المعلم عوف بشبرا البلد وهي المعروفة بتجمع العمال فيها، خاصة عند تغيير الورديات، حيث كانت سيارات نقل العمال تقف أمامها، وقام البوليس بالقبض على عدد من العمال المعروفين بالدفاع عن حقوق زملائهم، والذين لهم دور في قيادة الحركة الكفاحية بالمنطقة والذين كان يكفي القبض على واحد فقط منهم لحدوث إضراب عام لعمال كل المنطقة حتى يفرج عنه، وقد حدث ذلك مراراً قبل قيام حركة الجيش. وقد تمت عملية القبض بطريقة فيها استفزاز لمشاعر العمال الذين كان يمكن أن يحدث منهم رد فعل عنيف، بل استفزت طريقة القبض كل من شاهدها من أهالي شبرا البلد.
.....
ساعد الضباب الكثيف الذي أحاط بقادة حركة الجيش في نجاح خطة أعداء الشعب في جهاز الدولة وخارجه والإقطاعيين والرأسماليين في أن يدبروا أحداث القتل والتخريب في كفر الدوار ويقدموا العمال الأبرياء للمحاكمة بتهمة ارتكابها وإدانتهم عليها بأحكام قاسية، ورغم اقتناع الجميع، بما فيهم رئيس المجلس العسكري العالي الذي حاكم العمال، بأن العمال ليسوا هم المدبرين الذين يبحث عنهم، ولكنه لم يبحث لا هو ولا غيره عن المدبرين الحقيقيين بل ساعدوا على غلق كل نافذة أشار منها إصبع إلى الجناة الحقيقيين، ورغم أن رئيس المجلس العسكري قد اعترف صراحة بأن ما حدث في كفر الدوار لم يكن موجها ضد الثورة بالذات، إلا أنه نفذ المخطط بكل دقة ضاربا عرض الحائط بكل أسس العدالة. ولقد ساعد على ذلك كله عدم وجود الفكر الواحد بين أعضاء حركة الجيش من الضباط الأحرار في الأسس السياسية والاقتصادية والاجتماعية التي يهدفون إلى تحقيقها، إذ كان بعضهم من الشيوعيين وبعضهم من الإخوان المسلمين وبعضهم من ذوي الاتجاهات الأخرى دكتاتورية، فاشية،  ديمقراطية، وبالإضافة إلى ذلك أو كنتيجة له، عدم وجود برنامج ذي نقاط محددة لمجموعة الضباط الأحرار حتى قيام حركة الجيش في 23 يوليه 1952 وإنما كان يجمعهم فقط اتجاه وطني معاد للاستعمار، ولم تكن المبادئ الستة التي أعلنت بعد قيام حركة الجيش إلا رؤوس موضوعات يمكن أن يصل النقاش فيها في اتجاهات متعارضة تماما في التطبيق، ولهذا سهلت خطة إثارة الضباب الذي حال دون البحث عن المدبرين الحقيقيين لأحداث كفر الدوار، وساعد على نجاح خطة أعوان الرجعية والاستعمار، كما ساعد هذا الجو الضبابي أيضًا على أن يأخذ المجلس العسكري العالي في محاكمات كفر الدوار مسارا شاذا وغير عادي فقد حوكم العمال أمام مجلس عسكري عال بعد أن كانت النية متجهة إلى تشكيل محكمة عسكرية تضم بعض المدنيين، وقد صرح رئيس المجلس العسكري نفسه بأن ذلك لم يحدث من قبل في حدود علمه أن حوكم مدنيون أمام مجلس عسكري عال، كما كان من المفروض أن يصدق على الأحكام رئيس إدارة الجيش باعتباره الضابط الآمر بتشكيل المجلس.

## دراسة عن واقعة كفر الدوار
نشرت المجلة الغير دورية «صوت العامل» ثلاثة مقالات في أعدادها الثالث (أكتوبر 1985)، والرابع (يناير 1986)، والخامس (أبريل 1986)، ثم قام برنامج «حق التعبير للعمال والحركة الإجتماعية» بجمع المقالات لتنشر في 2018 في هيئة دراسة لواقعة أحداث كفر الدوار.
المقالة الأولى
صدرت مقالة «أسرار جديدة حول مذبحة كفر الدوار» في العدد الثالث من مجلة «صوت العامل» الصادر في أكتوبر 1985، بقلم أحمد شرف الدين وجاء فيها:
"حين وقع الإضراب لم يكن مصطفى خميس حاضراً (وهو عامل شاب لا يتجاوز التاسعة عشر من عمره) بل كان في مسكنه مع بعض زمالئه ومنهم العاملين فهمي عالم صبيح، ومحمد عبد السلام خليل اللذان يؤكدان ان خميس ذهب إلى المصنع بعد وقوع الإضراب وإشعال الحرائق في مبنى الإدارة... في صبيحة اليوم التالي للإضراب 14 أغسطس 52، قام العمال، وأهالي المنطقة بتنظيم مظاهرة سلمية ضمت ما بين ألفين وثلاثة آلاف شخص.... عقب إطلاق النار على المتظاهرين والقبض على خميس بدقائق، إنطلقت رصاصات مجهولة من البر الغربي لترعة المحمودية من بندقية جيدة التصويب لتستقر في صدر جنديين من جنود الجيش حيث ماتا أثر ذلك.
المقالة الثانية
صدرت مقالة «أسرار مذبحة كفر الدوار» في العدد الرابع من مجلة «صوت العامل» الصادر في يناير 1986، بقلم أحمد شرف الدين وجاء فيها:
أن أحكام إعدام خميس والبقري لم تصدر بإجماع المجلس، وهو ما يؤكده لطفي واكد... وهذه الواقعة الخطيرة تمثل فضيحة تاريخية كبرى.. ذلك أن قانون الأحكام العسكرية الساري وقت المحاكمة كان يشترط إصدار أحكام الإعدام من المجلس العسكري إذا كان وقتياً أن تكون بالإجماع.
المقالة الثالثة
صدرت مقالة «مذبحة كفر الدوار والرد على الشبهات» في العدد الخامس من مجلة «صوت العامل» الصادر في أبريل 1986، بقلم أحمد شرف الدين وجاء فيها:
لم يتعرض حدث تاريخي للتشويه قد ما تعرض حادث كفر الدوار، وذلك في محاولة فاشلة لتبرير القمع الوحشي الذي تعرض له العمال، أو لتبرير أخطاء تاريخية ارتكبها البعض... اوحت بعض الصحف بأن جماعة الإخوان المسلمين وراء الأحداث، لأن بعض المتهمين كانوا ينتمون إليها، ثم حاولت السلطة إلصاق الأحداث بأعوان الملك المخلوع، وقالت الاومانتيه الفرنسية: تحاول السلطات المصرية، لتبرير قمعها الوحشي للعمال، أن تورط في موضوع كفر الدوار ابن رئيس ديوان الملك فاروق «حافظ عفيفي» والمكروه بالفعل من الجماهير.... نطالب باعادة محاكمة عمال كفر الدوار أمام محكمة عادية تتوفر فيها الحيدة والنزاهة والاستقلال وذلك لرفع الظلم الواقع عليهم، ورد اعتبارهم لانهم ابرياء ولم يرتكبوا ذنبا سوى أنهم طالبوا بحقوقهم.

## نقد وتعليقات
كتب محمد عبد الرحمن في صحيفة اليوم السابع في 28 سبتمبر 2020: «قال محمد نجيب في كتابه» شهادتى للتاريخ": "التقيت بهما وكنت مقتنعاً ببراءتهما بل وكنت معجباً بشجاعتهما ولكن صدقت على حكم إعدامهما تحت ضغط وزير الداخلية (في إشارة إلى جمال عبد الناصر) لمنع تكرار مثل هذه الأحداث، وكان موقف باقي الأعضاء باستثناء خالد محى الدين ويوسف منصور صديق، اللذان رفضا الحكم، أشد سوءا، بينما كتب عبد اللطيف البغدادي في مذكراته: «كان يجب تنفيذ الحكم بالإعدام لمنع حدوث هذه الأحداث».
نشر موقع لايت دارك نت في 30 أبريل 2016 ضمن مقالة تحت عنوان «قصة عاملين أعدما كأضحية للعيد تحت نظر ناصر ونجيب» وكتب الموقع: يقول «طه سعد عثمان» في كتابه «خميس والبقري يستحقان إعادة المحاكمة» أن محمد نجيب التقى بخميس وساومه بأن يخفف الحكم إلى السجن المؤبد في مقابل قيامه بالاعتراف على رفاقه العمال وإدانة حركتهم ولكن خميس رفض. تكرر نفس المقطع من كتاب طه سعد عثمان بقلم الكاتب محمد منير على موقع مباشر الجزيرة في 17 نوفمبر 2019، وأيضا بقلم سامح جميل على موقع الأقباط متحدون .. المصريون متحدون في 28 أغسطس 2018.
كتب طلعت رضوان في صحيفة الشروق 14 سبتمبر 2012: "بعد أن أدانت منظمة حدتو العمال وأيّدت الضباط اعترفت بموقفها الخاطئ وقالت في بيان لها "إننا لم نحشد ونعبأ قوى العمال والشعب بدرجة كافية لإيقاف المحاكمة العسكرية الإجرامية للعمال وإنقاذ خميس والبقرى ورفاقهما الأبطال".
كتب موقع «جهود» في 7 سبتمبر 2021: «استمرت المحاكمة في هزلها، دون أدلة ولا دفاع ولا محاكمة، لتقضي بالحكم بإعدام خميس والبقري، بعد 4 أيام، ولم يراع القائمين عليها أن العامل الفقير صغير السن محمد البقري، كان يعول خمسة أبناء وأم معدمة، كانت تبيع الفجل، لتشارك ولدها في إعالة أبنائه بملاليمها التي تكسبها من بيعها».
كتب موقع هنا صوتك: «في احتفالية مصورة لجريمة الإعدام قالت إحدى المجلات» هكذا يجب أن تكون نهاية كل خائن، ففي صباح يوم الأحد نفذ حكم الإعدام علي خميس والبقري بتهمة التحريض علي حوادث العنف في كفر الدوار، التي كانت بمثابة خنجر أراد الخونة أن يوجهوه إلى الحركة المباركة التي قام بها الجيش«، المجلة نقلت صورة غرفة الإعدام، كما نقلت صور جثامين العمال بعد قتلهم، مع أخر كلمات قالها خميس والبقري. قال خميس قبل قتله للشيخ الذي حضر الإعدام:» يا سيدنا الشيخ، هل من يموت مظلوماً، يموت شهيداً ؟ هرب الشيخ من سؤاله برد ساذج، وقال البقري قبل قتله: «يا رب انا جيلك دلوقت..اشتكي لك.. انا معملتش حاجة وكنت ناوي اخدم العهد الجديد».
كتب محمد عزت على موقع "ساسة" في 25 أغسطس 2016: "يسحب من أمام أمه إلى حبل المشنقة، صرخ مصطفى خميس، الذي كان عمره 19 عامًا فقط، تاركًا خلفه أطفاله الصغار، بأعلى صوته ليقول: "يا أمي أنا مش ممكن أعمل حاجة وحشة، فاكرة المحفظة اللي لقيتها وكان فيها عشرة جنيه؟ مش قعدت أدور لحد ما لقيت صاحبها؟ يا جدعان أنا عيالي لسة صغيرين، الله، هو الحكم بيتنفذ كده على طول؟ يا رب على الظالم، أنا رايح أقابلك دلوقتي وأشتكي لك يارب، طب هو اللي بيموت مظلوم بيبقى شهيد ؟".
استشهد الكاتب الروائي جميل عطية إبراهيم في كتابه المسمى "1952" بكلمات عثمان طه سعد من كتابه «خميس والبقري: يستحقان إعادة المحاكمة»، وذكر هذا أيضا الكاتب طلعت رضوان في مقالة على موقع المجلة الثقافية الجزائرية.

## حادثة كفر الدوار في السينما
صدر فيلم وثائقي تحت عنوان «اسمي .. مصطفى خميس» عام 2013 من سيناريو وإخراج محمد كامل القليوبي وإنتاج شركة «نون فيلم» بالاشتراك مع سوق دبي السينمائي «إنجاز»، وعرض في «مهرجان دبي السينمائي الدولي». وذكر المخرج القليوبي لصحيفة اليوم السابع في 20 ديسمبر 2013 أن الفيلم سوف يعرض في جمعية نقاد السينما المصريين، وكتب موقع صحيفة الإتحاد الإماراتية عن الفيلم إنه حلم يتحقق بعد 35 سنة. وأعتقد كمال رمزي على موقع صحيفة الشروق في 4 مايو 2011 أن خميس والبقرى.. هو الفيلم الغائب، وأضاف: «سواء قبل أو بعد إعدام» ساكو وفانزيتى«ارتفعت أصوات تطالب بتبرئتهما، ورفضت السلطات الأمريكية إعادة المحاكمة. لكن فاعلية قوة المثقفين، والفنانين، والمجتمع المدنى، لم تتوقف عن إدانة كل من تواطأ في الجريمة. وبعد نصف قرن من العمل الدءوب، عقب إعدام المهاجرين الإيطاليين، اضطر حاكم ولاية ماساتشوستس عام 1977 إلى الإعلان في تصريح رسمى أن» ساكو وفانزيتى" بريئان.. ومع هذا واصلت السينما، خاصة التسجيلية، كشفها للمزيد من الحقائق، سياسيا وإنسانيا، حول وعن الشهيدين"، ويقارن الكاتب بين الحادثة الأمريكية والمصرية قائلاً: «في مصر، برغم عشرات المفارقات والدروس المتعلقة بإعدام» خميس والبقرى«1952، فإن الشرفاء بيننا لم يلتفتوا بما فيه الكفاية، لقصتهما الفاجعة. صحيح حاولت أسرة» خميس«، عن طريق المحامى محمد شوكت التونى، عام 1977، إعادة فتح التحقيق في الجريمة، بلا فائدة.. ثم تكررت المحاولة عام 1990، بواسطة المحامى النبيل، نبيل الهلالي، من دون جدوى. وربما يصبح هذا الفشل دافعا لمبدعى السينما كي ينصفوا الشهيدين، سواء روائيا أو تسجيليا، خاصة أن الشذرات المكتوبة عنهما، تثير اهتمام من يتأملها. وتقدم مادة» درامية«بالغة الثراء، لكل من يطلع عليها».

## وصلات خارجية
https://gohod.net/?p=3207 خميس والبقري: يستحقان إعادة المحاكمة
https://hunasotak.com/article/17631 خميس والبقري: يستحقان إعادة المحاكمة
https://www.sasapost.com/workers-and-politics/ نسخة محفوظة 18 مايو 2021 على موقع واي باك مشين. خميس والبقري: يستحقان إعادة المحاكمة
https://www.youtube.com/watch?v=-ylLI3pl9kg خميس والبقري: يستحقان إعادة المحاكمة